# Max Janlet
Max Gustave Berthold Marie Janlet (ur. 10 stycznia 1903 w Saint-Gilles, zm. 8 grudnia 1976 w Brukseli) – belgijski szermierz, brązowy medalista mistrzostw świata.
Podczas mistrzostw świata w Liège w 1930 roku (oficjalnie zawody tego cyklu rozgrywane są pod tą nazwą dopiero od 1937) Belgowie w składzie: Raymond Bru, Georges de Bourguignon, Max Janlet, Pierre Pêcher, Robert T’Sas i Édouard Yves wywalczyli brązowy medal we florecie drużynowym.
Na igrzyskach olimpijskich w Amsterdamie w 1928 roku zajął czwarte miejsce we florecie drużynowym. Brał też udział w igrzyskach olimpijskich w Los Angeles w 1932 roku, gdzie drużynowo ponownie zajął czwarte miejsce, a indywidualnie dotarł do półfinałów.